# Livermush

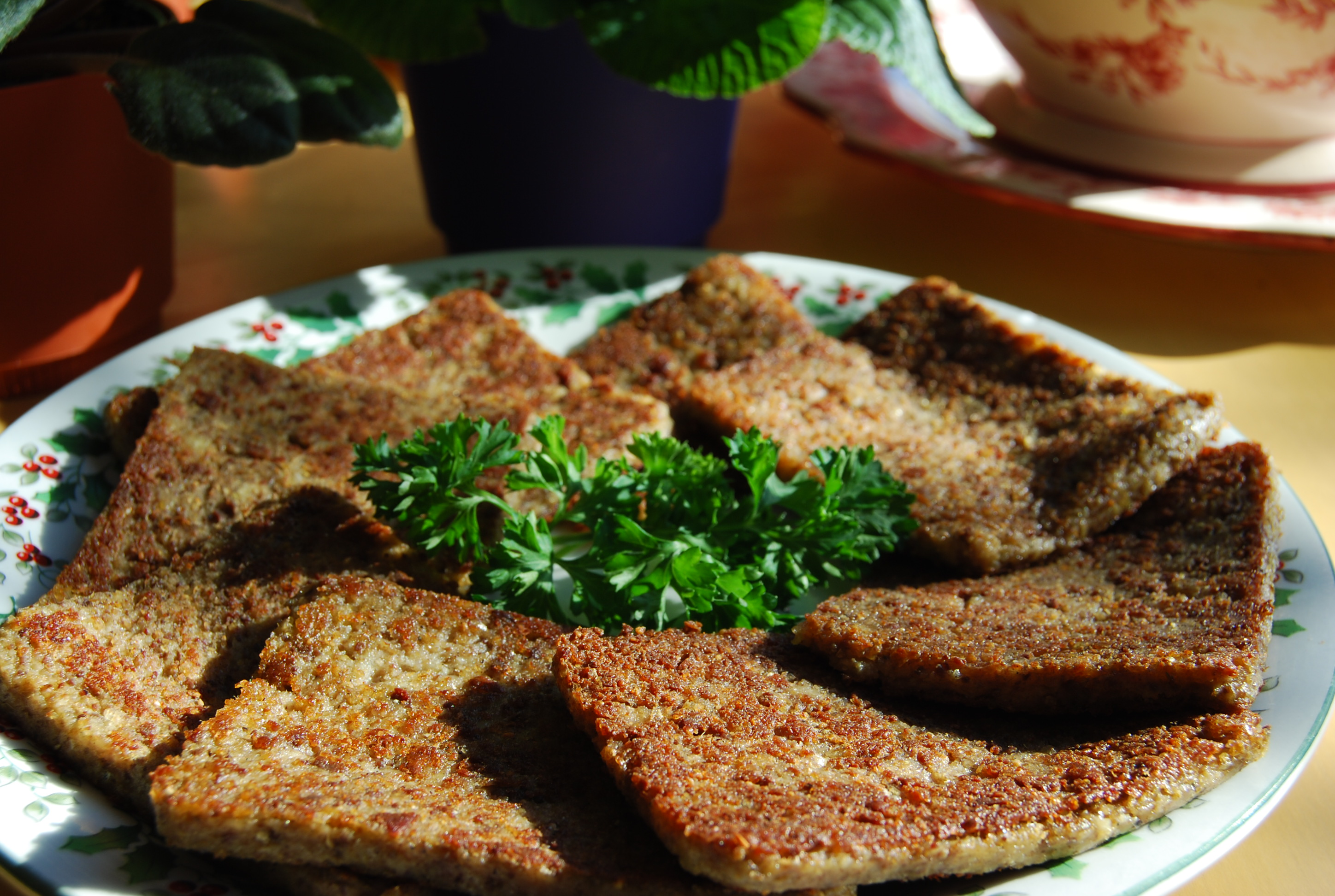
Una rebanada de livermush empanado.

El livermush (en inglés ‘mush de hígado’) es un plato típico de la gastronomía del sur de Estados Unidos compuesto por hígado de cerdo, trozos de corazón y harina de maíz. Suele condimentarse con pimienta y salvia. Vagamente parecido al scrapple, el livermush probablemente llegó al sur a través de las apalaches llevado por colonos alemanes desde Filadelfia.[cita requerida] El livermush es conocido coloquialmente como poor man's o poor boy's pâté (‘paté de pobre’).
En Shelby (Carolina del Norte) se celebra una Exposición de Livermush anual, que comenzó en 1987 para celebrar esta especialidad única. Ese año, los Comisarios del Condado de Cleveland y el Consejo Municipal de Shelby aprobaron resoluciones proclamando que «el livermush es la más deliciosa, económica y versátil de las carnes». Otras ciudades de Carolina del Norte que cuentan con festivales del livermush son Drexel y Marion.
El livermush suele consumirse cortándolo en tajadas y friéndolo con grasa en una sartén hasta dorarlo, de forma parecida al spam. En el desayuno suele acompañarse de sémola y huevos. Para almorzar puede prepararse en un sándwich con mahonesa o mostaza, frito o frío. Al haber crecido su popularidad, se emplea como ingrediente también en tortillas y pizzas.